# Sonate pour clarinette et piano de Hindemith
Pour les articles homonymes, voir Sonate pour clarinette et piano.
La Sonate pour clarinette et piano est une œuvre de Paul Hindemith composée en 1939.

## Présentation
Œuvre d'envergure, la Sonate pour clarinette et piano est composée en 1939 en Suisse, à Bluche, où Hindemith s'est établi après avoir quitté l'Allemagne,,. Avec la Sonate pour flûte, elle est l'une des plus connues de la série des dix sonates pour instruments à vent et piano du compositeur. Les différents mouvements sont datés des 21, 22, 27 et 28 septembre 1939.
« Spécialement belle » et « énergique dans ses atmosphères », cette sonate pour clarinette « embrasse une variété de climats expressifs plus grande que dans les autres Sonates pour bois, grâce aux ressources de l'instrument choisi ».
La partition est publiée à partir de 1940 par Schott. La date de création de l’œuvre n'est pas connue.

## Structure
La Sonate pour clarinette et piano, d'une durée moyenne d'exécution de dix-sept minutes environ, comprend quatre mouvements contrastants mais qui « forment un tout harmonieux »,, :
1. Mäßig bewegt, mouvement vigoureux qui « exploite cette matière mélodique à base de quartes si typique du compositeur[2] » ;
2. Lebhaft, un scherzo « vif et espiègle[2] » ;
3. Sehr langsam, un adagio en fa mineur de forme ternaire, « d'une sombre mélancolie, dont la méditation concentrée évoque les plus belles pages de Mathis le Peintre, et tout particulièrement du ballet Nobilissima Visione, exactement contemporain de notre Sonate[2] » ;
4. Kleines Rondo, gemächlich, bref finale rondo, « sur l'insouciance duquel planent encore quelques ombres de nostalgie[2] ».

La tonalité générale de la pièce est si bémol majeur. La Sonate est également jouable à l'alto.

## Discographie
- Hindemith : Complete Sonatas for Wind Instruments and Piano, Brilliant Classics, 2021, Simone Simonelli (clarinette) et Filippo Farinelli (piano)[5],[6].
- Hindemith : Wind Sonatas, Les Vents Français, Warner Classics, 2021, Paul Meyer (clarinette) et Éric Le Sage (piano)[7],[6].